# Aziatisch kampioenschap voetbal vrouwen 2008 (kwalificatie)
De Kwalificatie AFC Vrouwen Kampioenschap 2008 was de kwalificatie voor de AFC Vrouwen Kampioenschap 2008. De wedstrijden werden gespeeld van 24 maart tot en met 28 maart 2008. De AFC Vrouwen Kampioenschap wordt georganiseerd door de Asian Football Confederation.

## Eerste kwalificatieronde
Het heenduel werd gespeeld op 20 oktober 2007 in India. De return werd gespeeld op 27 oktober 2007 in Iran
| Team 1 | Agg   | Team 2 | 1e duel | 2de duel |
| ------ | ----- | ------ | ------- | -------- |
| India  | 4 - 5 | Iran   | 3 - 1   | 1 - 4    |

Het heenduel werd gespeeld op 20 oktober 2007 in Hongkong. De return werd gespeeld op 27 oktober, 2007 in de Filipijnen
| Team 1   | Agg   | Team 2     | 1e duel | 2de duel |
| -------- | ----- | ---------- | ------- | -------- |
| Hongkong | 3 - 4 | Filipijnen | 2 - 3   | 1 - 1    |

Het heenduel werd gespeeld op 20 oktober 2007 in Singapore. De return werd gespeeld op 27 oktober, 2007 in Maleisië
| Team 1    | Agg   | Team 2   | 1ste duel | 2de duel |
| --------- | ----- | -------- | --------- | -------- |
| Singapore | 1 - 2 | Maleisië | 0 - 2     | 1 - 0    |

## Tweede kwalificatieronde

### Groep A
Alle wedstrijden werden gespeeld in Ho Chi Minh City, Vietnam
| Team           | Pts | Pld | W | D | L | GF | GA | GD |
| -------------- | --- | --- | - | - | - | -- | -- | -- |
| Vietnam        | 9   | 3   | 3 | 0 | 0 | 8  | 2  | +6 |
| Chinees Taipei | 3   | 3   | 1 | 0 | 2 | 6  | 6  | 0  |
| Iran           | 3   | 3   | 1 | 0 | 2 | 5  | 8  | −3 |
| Myanmar        | 3   | 3   | 1 | 0 | 2 | 2  | 5  | −3 |

|               |         |                                         |                |                    |
| 24 maart 2008 | Myanmar | 0 – 3                                   | Chinees Taipei | Thanh Long Stadium |
| 24 maart 2008 |         | Wang Hsiang-Huei 18' Lin Yu-Hui 60' 81' |                | Thanh Long Stadium |

|               |                                                               |       |                  |                    |
| 24 maart 2008 | Vietnam                                                       | 4 – 1 | Iran             | Thanh Long Stadium |
| 24 maart 2008 | Van Thi Thanh 20' Do Thi Ngoc Cham 21' 55' Bui Thi Phuong 86' |       | Mina Hashemi 82' | Thanh Long Stadium |

|               |                      |       |                                              |                    |
| 26 maart 2008 | Chinees Taipei       | 1 – 3 | Vietnam                                      | Thanh Long Stadium |
| 26 maart 2008 | Kuo Tzu-Hui 9' (pen) |       | Do Thi Ngoc Cham 6' 22' Doan Thi Kim Chi 51' | Thanh Long Stadium |

|               |                 |       |                       |                    |
| 26 maart 2008 | Iran            | 1 – 2 | Myanmar               | Thanh Long Stadium |
| 26 maart 2008 | Mina Hashemi 6' |       | Htwe My Nilar 11' 68' | Thanh Long Stadium |

|               |         |                      |         |                    |
| 28 maart 2008 | Myanmar | 0 – 1                | Vietnam | Thanh Long Stadium |
| 28 maart 2008 |         | Do Thi Ngoc Cham 65' |         | Thanh Long Stadium |

|               |                                 |       |                           |                    |
| 28 maart 2008 | Chinees Taipei                  | 2 – 3 | Iran                      | Thong Nhat Stadium |
| 28 maart 2008 | Lai Li-Chin 21' Kuo Tzu-Hui 39' |       | Bayan Mahmoudi 6' 11' 82' | Thong Nhat Stadium |

### Groep B
Alle wedstrijden werden gespeeld Nakhon Ratchasima, Thailand
| Team       | Pts | Pld | W | D | L | GF | GA | GD  |
| ---------- | --- | --- | - | - | - | -- | -- | --- |
| Zuid-Korea | 9   | 3   | 3 | 0 | 0 | 22 | 0  | +22 |
| Thailand   | 6   | 3   | 2 | 0 | 1 | 20 | 4  | +16 |
| Filipijnen | 1   | 3   | 0 | 1 | 2 | 0  | 13 | −13 |
| Maleisië   | 1   | 3   | 0 | 1 | 2 | 0  | 25 | −25 |

|               |                                                                                             |        |          |                                  |
| 24 maart 2008 | Thailand                                                                                    | 11 – 0 | Maleisië | King's 80th Birthday Anniversary |
| 24 maart 2008 | Sornsai 24' 28' 30' 56' Chawong 40' Romyen 41' 43' 62' 90' Srangthaisong 72' Thiangtham 88' |        |          | King's 80th Birthday Anniversary |

|               |                                                   |       |            |                                  |
| 24 maart 2008 | Zuid-Korea                                        | 4 – 0 | Filipijnen | King's 80th Birthday Anniversary |
| 24 maart 2008 | Lee Sea-Eun 9' 18' 84' (pen) Lee Eun-Mi 73' (pen) |       |            | King's 80th Birthday Anniversary |

|               |          | |            |                                  |
| 26 maart 2008 | Maleisië | 0 – 14 | Zuid-Korea | King's 80th Birthday Anniversary |
| 26 maart 2008 |          | Park Hee-Young 18' (pen) 39' Yoo Younga 31' 55' 71' Lee Eun-Mi 35' (pen) 84' Jeon Ga-Eul 61' 81' 87' 90' Han Song-I 68' 79' Elizabeth Oyao 77' (og) |            | King's 80th Birthday Anniversary |

|               |            |                                                                               |          |                                  |
| 26 maart 2008 | Filipijnen | 0 – 9                                                                         | Thailand | King's 80th Birthday Anniversary |
| 26 maart 2008 |            | Maijarern 7' Romyen 8' 43' Sornsai 11' 31' 81' Chawong 17' 90+1' Kaeobaen 84' |          | King's 80th Birthday Anniversary |

|               |          |                                       |            |                                  |
| 28 maart 2008 | Thailand | 0 – 4                                 | Zuid-Korea | King's 80th Birthday Anniversary |
| 28 maart 2008 |          | Han Song-I 18' 30' Lee Eun-Mi 25' 38' |            | King's 80th Birthday Anniversary |

|               |          |       |            |                                    |
| 28 maart 2008 | Maleisië | 0 – 0 | Filipijnen | Suranaree University of Technology |
| 28 maart 2008 |          |       |            | Suranaree University of Technology |